# يودوكيا البعلبكية
يودوكيا البعلبكية (باليونانية: Ευδοkία)‏ هي قديسة سامرية الأصل. عاشت ما بين القرن الأول والثاني الميلادي. اشتهرت في بدايتها بثرائها وجمالها وكثرة عشاقها حتى تعرفت على راهب مسيحي اسمه جيرمانوس والذي علمها المسيحية، سألته عن كيفية نجاتها من العقاب بسبب الخطايا، فطلب منها جيرمانوس الصلاة والصوم لمدة أسبوع كامل وبعد نهاية الأسبوع تعطي كل ما تملكه للفقراء وتترك حياتها السابقة، ففعلت ذلك وثم تم تعميدها من قبل ثيودوتوس أسقف بعلبك. بعمر الثلاثين دخلت للدير لتصبح راهبة. وعندما سمع حاكم المدينة فيلوستراطوس غضب من ذلك فذهب اليها ليحاول اقناعها للعودة إلى حياتها السابقة، لكنه تعرف على المسيحية من خلالها واعتنقها هو الآخر. أدى نشرها للمسيحية إلى غضب السلطات الرومانية منها ليقوموا بإعدامها بقطع رأسها في سنة 107 ميلادية. تعيدها الكنائس الأرذثوكسية في يوم 1 مارس من كل عام.